# Buddy Shuman 276
Buddy Shuman 276, även Buddy Shuman memorial 276, var ett Nascar-lopp som kördes på ovalbanan Hickory Motor Speedway i Hickory i North Carolina 1953 samt 1956-1971. År 1953 kördes dock loppet utan något namn eller sponsor. Loppets längd var genom åren i stort sett den samma, men allt eftersom banan kortades ner från ursprungliga 0,5 miles till 0,4 miles 1955 och till 0,363 miles 1970 avverkades fler varv. Buddy Shuman 276 var ett av två cup-lopp som årligen kördes på Hickory Motor Speedway, det andra var Hickory 276. Den segerrikaste föraren är David Pearson med tre segrar. Loppet är uppkallat efter stockcarföraren Buddy Shuman som dog i en hotellbrand 13 november 1955.

## Tidigare namn
- Ingen namnsponsor (1953)
- Buddy Shuman 250 (1956-1969)
- Buddy Shuman 276 (1970-1971)

## Vinnare genom tiderna
| Säsong  | Datum        | Nr  | Förare          | Team/ bilägare    | Konstruktör | Distans | Distans           | Tid     | Snitthastighet (mph) | Rapport |
| Säsong  | Datum        | Nr  | Förare          | Team/ bilägare    | Konstruktör | Varv    | Miles (km)        | Tid     | Snitthastighet (mph) | Rapport |
| ------- | ------------ | --- | --------------- | ----------------- | ----------- | ------- | ----------------- | ------- | -------------------- | ------- |
| 1953    | 29 augusti   | 14  | Fonty Flock     | Frank Christian   | Hudson      | 200     | 100 (160,934)     | i.u.    | i.u.                 |         |
| 1956    | 11 november  | 300 | Speedy Thompson | Carl Kiekhaefer   | Chrysler    | 250     | 100 (160,934)     | 1:30,20 | 66,42                | Rapport |
| 1957    | 20 juli      | 47  | Jack Smith      | Jack Smith        | Chevrolet   | 250     | 100 (160,934)     | 1:42.09 | 58,737               | Rapport |
| 1958    | 28 juni      | 42  | Lee Petty       | Petty Enterprises | Oldsmobile  | 250     | 100 (160,934)     | 1:36.08 | 62,413               | Rapport |
| 1959    | 11 september | 42  | Lee Petty       | Petty Enterprises | Plymouth    | 250     | 100 (160,934)     | 1:34.40 | 63,380               | Rapport |
| 1960    | 9 september  | 27  | Junior Johnson  | John Masoni       | Chevrolet   | 250     | 100 (160,934)     | 1:25.43 | 69,998               | Rapport |
| 1961    | 8 september  | 4   | Rex White       | Rex White         | Chevrolet   | 250     | 100 (160,934)     | 1:28.51 | 67,529               | Rapport |
| 1962    | 7 september  | 4   | Rex White       | Rex White         | Chevrolet   | 250     | 100 (160,934)     | 1:26.01 | 70,574               | Rapport |
| 1963    | 6 september  | 3   | Junior Johnson  | Ray Fox           | Chevrolet   | 250     | 100 (160,934)     | 1:35.21 | 62,926               | Rapport |
| 1964    | 11 september | 6   | David Pearson   | Cotton Owens      | Dodge       | 250     | 100 (160,934)     | 1:28.30 | 67,797               | Rapport |
| 1965    | 10 september | 43  | Richard Petty   | Petty Enterprises | Plymouth    | 250     | 100 (160,934)     | 1:20.41 | 74,365               | Rapport |
| 1966    | 9 september  | 6   | David Pearson   | Cotton Owens      | Dodge       | 250     | 100 (160,934)     | 1:25.04 | 70.533               | Rapport |
| 1967    | 8 september  | 43  | Richard Petty   | Petty Enterprises | Plymouth    | 250     | 100 (160,934)     | 1:24.01 | 71,414               | Rapport |
| 1968    | 6 september  | 17  | David Pearson   | Holman-Moody      | Ford        | 250     | 100 (160,934)     | 1:14.40 | 80,357               | Rapport |
| 1969    | 5 september  | 71  | Bobby Isaac     | Nord Krauskopf    | Dodge       | 250     | 100 (160,934)     | 1:14.31 | 80,519               | Rapport |
| 1970    | 11 september | 71  | Bobby Isaac     | Nord Krauskopf    | Dodge       | 276     | 100,188 (161,236) | 1:21.47 | 78,411               | Rapport |
| 1971    | 28 augusti   | 55  | Tiny Lund       | Ronnie Hopkins    | Chevrolet   | 276     | 100,188 (161,236) | 1:22.25 | 72,937               | Rapport |
| Källor: |              |     |                 |                   |             |         |                   |         |                      |         |

### Förare med flera segrar
| Vinster | Förare         | År               |
| ------- | -------------- | ---------------- |
| 3       | David Pearson  | 1964, 1966, 1968 |
| 2       | Lee Petty      | 1958, 1959       |
| 2       | Junior Johnson | 1960, 1963       |
| 2       | Rex White      | 1961, 1962       |
| 2       | Richard Petty  | 1965, 1967       |
| 2       | Bobby Isaac    | 1969, 1970       |

### Team med flera segrar
| Vinster | Team              | År                     |
| ------- | ----------------- | ---------------------- |
| 4       | Petty Enterprises | 1958, 1959, 1965, 1967 |
| 2       | Rex White         | 1961, 1962             |
| 2       | Cotton Owens      | 1964, 1966             |
| 2       | Nord Krauskopf    | 1969, 1970             |

### Konstruktörer efter antal segrar
| Vinster | Konstruktör | År                                 |
| ------- | ----------- | ---------------------------------- |
| 6       | Chevrolet   | 1957, 1960, 1961, 1962, 1963, 1971 |
| 4       | Dodge       | 1964, 1966, 1969, 1970             |
| 3       | Pontiac     | 1959, 1965, 1967                   |
| 1       | Hudson      | 1953                               |
| 1       | Chrysler    | 1956                               |
| 1       | Oldsmobile  | 1958                               |
| 1       | Ford        | 1968                               |